# فنریر (قمر)
فنریر (انگلیسی: Fenrir) یا Saturn XLI قمر سیاره زحل است. کشف این قمر توسط اسکات اس. شپرد، دیوید سی.جویت، جن کلینه و برایان جی.مارسدن در ۴ مه ۲۰۰۵ بر اساس رصدهای انجام‌شده بین ۱۳ دسامبر ۲۰۰۴ تا ۵ مارس ۲۰۰۵ اعلام شد. فنریر دارای قدر ظاهری ۲۵ است که آن را به یکی از کم‌نورترین قمرهای شناخته‌شده در منظومه شمسی تبدیل می‌کند و با استفاده از برخی از بزرگ‌ترین تلسکوپ‌های جهان کشف شد. این قمر حتی تاریک‌تر از آن است که توسط فضاپیمای کاسینی زمانی که در مداری به دور زحل بود، رصد شود؛ زیرا هرگز روشن‌تر از قدر ظاهری ۱۷ نشد. این قمر به نام فنریر که یک گرگ غول پیکر در اسطوره‌شناسی اسکاندیناوی است، نام‌گذاری شده است.
قطر فنریر حدود ۴ کیلومتر است و با فاصله متوسط ۲۲۴۵۴ مگامتر در ۱۲۶۰ روز با انحراف مداری ۱۶۳ درجه نسبت به دایرةالبروج (۱۴۳ درجه نسبت به استوای زحل) و خروج از مرکز مداری ۰٫۱۳۶ به دور زحل می‌گردد. مدار فنریر مخالف‌گرد است: این قمر به دور زحل در جهت مخالف چرخش سیاره می‌چرخد که نشان‌دهنده آن است که فنریر یک قمر نامنظم است که توسط زحل به دام انداخته شده است..